# Театральный фургон (фильм)
«Театральный фургон» (англ. The Band Wagon) — кинофильм, мюзикл Винсента Минелли. Снят по мотивам одноимённого бродвейского мюзикла 1931 года.
Одна из наиболее известных постановок Фреда Астера, компании MGM и в истории Голливуда в целом. По мнению критика The New York Times Босли Краузера, «лучший музыкальный фильм в истории кино». Номера из картины неоднократно цитировались и оказали значительное влияние на жанр киномюзикла. Композиция «That’s Entertainment!» («Это представление»), специально написанная для фильма, приобрела самостоятельную популярность, став своего рода гимном компании MGM.
Номинация на премию «Оскар» в трёх категориях (лучший сценарий, музыка, костюмы).

## Сюжет
Актёр Тони Хантер (Фред Астер) когда-то прославился в Голливуде как танцор и певец, но теперь он потерял популярность. Желая дать толчок своей карьере, он прибывает в Нью-Йорк, где двое его друзей, Лестер и Лилли, уговаривают испытать удачу на сцене в написанном ими бродвейском мюзикле. Сюжет был создан по мотивам дешёвых бульварных детективов.
Друзья приглашают известного режиссёра Джефри Кордова, который до этого занимался лишь концептуальными драматическими постановками. У него своё видение — для него это история современного Фауста. Вдобавок, в пару к эстрадному танцору и певцу Тони Хантеру он приглашает партнёршу — знаменитую академическую балерину Габриэль Жерар (Сид Чарисс) и её возлюбленного — хореографа Пола Бёрда. Тони и Габриэль поначалу не находят общий язык, и сама постановка им совершенно не по душе. Мюзикл Кордовы проваливается, так как оказывается слишком претенциозным.
Труппа уже было собирается разойтись, но Тони Хантер предлагает вернуться к прежней, чисто развлекательной, версии сценария, созданной до вмешательства Кордовы и готов самостоятельно финансировать эту версию. Артисты, вдохновлённые энтузиазмом Тони, возобновляют репетиции и вскоре отправляются в турне с новым мюзиклом. Балерина, несмотря на возражения своего хореографа, остаётся с труппой и чувствует, что испытывает влечение к Тони Хантеру. После триумфальной премьеры мюзикла «Театральный фургон» в Нью-Йорке Тони и Габриэль объясняются в своих чувствах друг к другу.

## В ролях
- Фред Астер — Тони Хантер
- Сид Чарисс — Габриель (Габи) Жерар
- Оскар Левант — Лестер Мартон
- Наннет Фабрей — Лили Мартон
- Джек Бьюкенен — Джеффри Кордова
- Джеймс Митчелл — Пол Бёрд
- Ава Гарднер — камео
- Дуглас Фоули — аукционер
- Мэдж Блейк — инвестор (в титрах не указана)
- Тёрстон Холл — полковник Трипп (в титрах не указан)

## История создания
Идея снять новый мюзикл появилась у Артура Фрида в конце 1951 года. Успех «Американца в Париже» и «Поющих под дождём», ставших классикой жанра, только подтвердили авторитет Фрида, как ведущего продюсера MGM. Фрид обратился к своим единомышленникам, имевшим внутри MGM неофициальное наименование «группы Фрида» (Freed unit). Дуэт сценаристов Бетти Комден и Адольф Грин, Минелли, композиторы Артур Шварц и Ховард Дитц. Всё это люди, имевшие большой авторитет и не один десяток лет успешной работы в своём жанре за плечами. Успех картины, можно сказать, был тщательно запланирован и спрогнозирован.
Практически все музыкальные номера были взяты из постановки 1931 года, но для фильма также была написана одна оригинальная песня. Композиторы Шварц и Дитц написали композицию «That’s Entertainment», которая позже приобрела самостоятельную значимость. Сценарий был закончен в феврале 1952 года. Разработка и репетиции танцевальных номеров состоялись в августе-сентябре 1952 года и заняли 6 недель. Съёмки и монтаж прошли с февраля 1952 по январь 1953 года. Премьера в США состоялась 7 августа 1953 года.
В распоряжении режиссёра был широкий подбор исполнителей. На главную мужскую роль выбрали Фреда Астера, и сценарий писали под него. На главную женскую — Сид Чарисс, профессиональную танцовщицу, и ранее снимавшуюся в фильмах. Так, за год до создания фильма она с успехом снялась в «Поющих под дождём». Основой для сценария стало «шоу внутри шоу», создание мюзикла, стандартная сюжетная завязка для Голливуда. Фред Астер, звезда мюзиклов RKO 1930-х годов, был перфекционистом и работал на съёмках в своей манере трудоголика. «Перед съёмками он доводил нас до полного изнеможения», — вспоминала партнёрша по сцене Нанет Фабре.
Сюжет картины изображает нелёгкий поиск общего языка между главными героями, который заканчивается счастливо. Картина следуя собственному сюжету, создавалась трудно, в разногласиях и пререканиях внутри коллектива, которые продолжались до конца работы. Романтический образ главных героев созданный на экране совсем не соответствовал реалиям за кулисами. Астер и Чарисс недолюбливали друг друга и постоянно спорили. Минелли в это время переживал трудный период, пытаясь прийти в себя после своего скандального брака и развода с Джуди Гарленд, и это сказывалось на работе. Оскар Левант и Джек Бьюкенен столкнулись с проблемами со здоровьем. Будущий шедевр рождался из дрязг и склок.
Фильм содержит технически сложные танцевальные номера, поставленные хореографом Майклом Киддом, например, танцы в кафе («The Girl Hunt»). Покоряет мастерство и техника танцев не только главных героев, но и других актёров. Одной из запоминающихся сцен стал эффектный танец Астера, Фабре и Бьюкенена изображающих близнецов тройняшек. Актёры исполнили танец на коленях и им пришлось принимать обезболивающие препараты, чтобы терпеть боль.
Звёздный состав съёмочной группы и запланированный расчёт вполне оправдались. «Театральный фургон» был вполне успешен в прокате и был тепло принят зрителями. Однако известность, как одной из наиболее значимых постановок 1950-х, пришла много позже. Картина стала одним из шедевров MGM и символом эпохи мюзиклов.

## Критика и отзывы
Противопоставление реального и вымышленного излюбленная тема Минелли. Сюжет картины образуют две переплетающиеся линии: подготовка к постановке шоу на Бродвее и романтические отношения между Тони и Габриель. Зрители знакомые с реальным процессом создания театрального действа по достоинству оценят завуалированную сатиру на голливудскую псевдоинтеллектуальность и неисповедимый путь рождения спектакля показанный в фильме. Провал вчера может привести к триумфу сегодня.
Картина получила весьма лестные отзывы от критиков. Прежде всего внимание зрителей приковывает зрелое мастерство постановщика Винсента Миннели и незаурядная фигура Фреда Астера. На шестом десятке лет танцор демонстрирует прекрасную форму. Астеру одинаково хорошо удались как танцевальные номера так и разговорные мизансцены. Разностороннее дарование и добротно написанные тексты оживили банальную историю о препятствиях на пути любви, которые счастливо преодолели герои. Обычный приём для мюзиклов — противопоставление героев. В данном случае происходит противопоставление молодости и зрелости
Интересно отметить, что Астер обладал способностью приспосабливаться к возможностям своего партнёра по кадру. Это хорошо заметно в сцене That’s Entertainment, где он намеренно не показывает свои возможности виртуозного степ-танцора рядом с менее искушёнными Левантом, Бьюкененом и Фабре. Оскар Левант, будучи известным пианистом, вообще не имел никакой театральной и танцевальной подготовки, но благодаря работе хореографа и оператора зрителю это не заметно. Элементы юмора и декорации также отвлекают зрителя от заметно разного уровня актёров. Критик Джереми Кипп, говоря о Фреде Астере, заметил, что лучше всего его мастерство можно оценить там, где он работал в кадре один. В соло-эпизоде «Shine on my Shoes» Астер показывает свой истинный класс. Сид Чарис — исполнительница с прекрасной хореографической подготовкой, но «даже её мастерство блёкнет рядом с Астером». Однако, надо заметить, что такое суждение несправедливо: ей просто негде было «развернуться» в этом фильме. Доказательство тому — фильм «Шёлковые чулки» (Silk Stockings), где Сид и Фред смотрятся «на одном уровне».
При всей предсказуемости развития событий на экране в сценарии есть свои особенности. Картина содержит многочисленные отсылки к музыкальной киноклассике: «Поющие под дождём», «Часы», «Встретимся в Сент-Луисе», «Красавица Нью-Йорка». Рик Олтмен в частности нашёл много общего между сюжетной схемой «Театрального фургона» и картины «Пират». Речь идёт о противопоставлении легенды и реалий жизни. То, что ещё несколько лет назад почиталось и превозносилось, сегодня не стоит ничего. Публика постоянно требует нового.
Начало и середина картины сняты в соответствии с канонами жанра. Достаточно стандартные музыкальные номера и классическое исполнение под свинговые ритмы 1930-х. Символы великой голливудской пары Астер и Роджерс (цилиндр, трость и перчатки) уходят и передают эстафету новым веяниям музыкальной моды. Попытка создать героями картины заумное, концептуальное музыкальное переложение «Фауста», заканчивается закономерным провалом. Публика требует более привычной темы и получает в концовке детектив.
Финальная сцена, особенно понравившаяся критикам необычной трактовкой, переносит зрителя в 1950-е и исполнена как пародия на серию детективных романов Микки Спилейна, популярных в США в те времена. Танцевальная фантасмагория в концовке (номера «Triplets» и «The Girl Hunt») придают всей картине сюрреалистический и гротескный оттенок, нехарактерный для музыкальных постановок того времени. По мнению Рика Олтмена номер «The Girl Hunt» один из самых элегантных номеров в истории Голливуда

Вся шумиха за кулисами фильма не может отвлечь от магии «Театрального фургона». В значительной степени это от ощущения близости вымышленной истории к истинному процессу съёмок фильма. Это развлечение, но это и тяжкий труд.
Оригинальный текст (англ.)All of these backstage details seem like a distraction from the magic of "The Band Wagon," but part of the film's appeal comes from our sense that what we see is not far removed from the actual process of making the movie. It's entertainment, all right, but it's also hard work
— Роджер Эберт

## Музыкальные номера
- By Myself
- A Shine on Your Shoes
- That’s Entertainment!
- The Beggars Waltz
- Dancing in the Dark
- You and the Night and the Music
- Something to Remember You By
- High and Low
- I Love Louisa
- New Sun in the Sky
- I Guess I’ll Have to Change My Plan
- Louisiana Hayride
- Triplets
- The Girl Hunt